# Le Port des brumes (téléfilm, 1972)
Pour plus de détails, voir Fiche technique et Distribution.
Le Port des brumes est un téléfilm français réalisé par Jean-Louis Muller, qui fait partie de la série Les Enquêtes du commissaire Maigret, d'après le roman homonyme de Georges Simenon.
Il a été adapté par Jacques Rémy et Claude Barma. La première diffusion date du 6 janvier 1972 ; l'épisode, d'une durée de 78 minutes, est en noir et blanc.

## Synopsis
Un homme est retrouvé errant, place de la Concorde à Paris, amnésique et muet. La police découvre, sur son crane, une blessure par balle en cours de cicatrisation. Peu après la publication d'une photo de l'homme dans les journaux, une femme affirmant sa servante, vient chercher le blessé. Elle apprend au commissaire Maigret qu'il est le capitaine du Port Yves Joris exerçant dans un petit port de la côte normande et qu'il a disparu depuis un mois.
Maigret raccompagne Joris et sa servante Julie à leur domicile mais, le lendemain, l'homme est retrouvé mort chez lui, empoisonné à la strychnine. Une histoire de famille va alors se révéler au commissaire.

## Fiche technique
- Titre : Le Port des brumes
- Réalisation : Jean-Louis Muller
- Adaptation : Claude Barma et Jacques Rémy
- Dialogues : Jacques Rémy
- Directeur de la photographie : André Diot
- Décors : Alain Nègre
- Ensemblier : Roger Delsaux
- Costumière : Jacqueline Guilbert
- Ingénieur de la vision : Gérard Julien
- Ingénieurs du son : Aimé Maillol et Michel Guiffan
- Cadreurs : Christian Reynaud et Roger Wrona
- Montage : Christian Gomila et Yves Charoy
- Assistants réalisateur : Hélène Le Cornec et Marie-Reine Josselin
- Script-girl : Michèle O'Glor
- Chef de production : Robert Asso

## Distribution
- Jean Richard : Commissaire Maigret
- Nadine Servan : Julie
- Véronique Silver : Madame Grandmaison
- Raymond Loyer : Grandmaison
- Jacques Giraud : Dufour
- Michel Beaune : Martineau
- Bernard Dumaine : le capitaine du port
- Gaston Floquet : Joris
- Florence Brière : la vieille dame
- Pierre Peloux : le docteur (comme Pierre Pelloux)
- Sacha Tarride : l’éclusier volé
- Pierre Benedetti : Louis
- Francis Lax : Lannec
- Paul Savatier : le chef éclusier
- Dominique Clément : la baramaid
- Yves Bureau : le garde-champêtre
- Nicole Desailly : la servante
- La population de Port-en-Bessin